# Godzikowice
Godzikowice est une localité polonaise de la gmina et du powiat d'Oława en voïvodie de Basse-Silésie.